# Orazio Frugoni
Orazio Frugoni   (Davos, 28 de gener de 1921 - 16 d'abril de 1997) va ser un pianista italià.

## Biografia
Va estudiar piano amb Gaspare Scuderi al Conservatori de Milà, on es va graduar el 1939. Més tard va estudiar a Siena a "l'Accademia Chigiana", sent alumne d'Alfredo Casella, i més tard al Conservatori de Ginebra amb Dinu Lipatti on va rebre un premi al virtuosisme. el 1945. Per fugir del règim feixista el 1943 es va refugiar als EUA. Allà va debutar el 1947. Les seves actuacions van ser molt apreciades, cosa que va donar lloc a una sèrie de concerts als Estats Units (inclòs al Carnegie Hall) i després a Amèrica Llatina, Europa i Orient Mitjà i Extrem. Del 1952 al 1967 va ensenyar a "l'Eastman School of Music" de la Universitat de Rochester.
Les seves actuacions es referien a l'abast del repertori romàntic, del qual va fer una sèrie d'enregistraments. El 1967 va tornar a Itàlia, on es va convertir en degà de l'escola d'art establerta a la "Villa Schifanoia" de Florència. A la mateixa ciutat va ser professor al Conservatori Luigi Cherubini des de 1972.
Sovint va ser convidat com a jurat a concursos internacionals de piano: Bolzano, Varsòvia, Leeds, París, Brussel·les i altres. Va ser jurat al Concurs Internacional de Piano Fryderyk Chopin el 1975 i al Concurs Internacional de Mestres de Piano Arthur Rubinstein el 1983. Va ser membre de "l'Académie Internationale d'Eté" de Niça.

## Discografia
- Música espanyola per a piano [Albeniz et al.], New York, Vox, 1955